# Matti Braun
Matti Jakko Braun (* 1968 in Berlin) ist ein deutscher Künstler mit teils finnischen Wurzeln. Er lebt und arbeitet in Köln.  

## Leben und Werk
Matti Braun ist Sohn einer finnischen Mutter und eines deutschen Vaters. Er ist in Berlin aufgewachsen. Von 1989 bis 1996 studierte er an der Städelschule in Frankfurt und an der Hochschule für Bildende Künste Braunschweig.
Braun arbeitet in unterschiedlichen künstlerischen Ausdrucksformen: Installationen, Objekte, Fotografie und Malerei. Titel, Rauminstallation und Kataloggestaltung bezieht er in seine Ausstellungskonzepte mit ein. In seinen Arbeiten verwendete er wiederholt kunsthandwerkliche Techniken wie Tellerbemalung, Batik und Glasbläserei. Er gestaltete den Konferenzraum für den G8-Gipfel in Köln 1999 mit einem eigens dafür entworfenen Mobiliar.
Braun wird bei seinen Arbeiten durch Orte inspiriert. So nannte er seine erste Ausstellung in Köln nach dem finnischen Ort Jussila, aus dem seine mütterliche Familie stammt. Traditionelle finnische Ornamente fanden sich in der Ausstellung auf Tellerbemalungen wieder. Im Titel seiner Ausstellung „Öz Urfa“ (Deutsch: wahres Urfa) zitierte Braun die Stadt Urfa im Südosten Anatoliens. Die kulturellen Verflechtungen und Mythen Urfas waren Basis des Ausstellungskonzeptes.

## Auszeichnungen
- 1999 Peter Mertes Award, Bonner Kunstverein
- 2004 Förderpreis des Landes Nordrhein-Westfalen für Bildende Kunst

## Ausstellungen
- 2016 Lak Sol, Kunstverein Heilbronn
- 6. Oktober 2012 – 6. Januar 2013 Gost Log, Arnolfini, Bristol
- 2012 Ave Vala, BQ, Berlin
- 2011 Sola, Galleria s.a.l.e.s, Rome
- 2010 Salo, Kunstverein Braunschweig, Braunschweig
- 2010 Salo, La Galerie, Contemporary Art Center, Noisy-le-Sec
- 2010 Pierre Pierre, Esther Schipper, Berlin
- 2009 Pierre, L´appartement 22, Rabat
- 6. Februar 2009 – 26. April 2009 Matti Braun. Kola - Kunstmuseum Liechtenstein, Vaduz
- 23. Januar 2009 My Generation - Gruppe 5 Kunstverein Familie Montez, Frankfurt
- 21. November 2008 – 17. Januar 2009 My Generation - Gruppe 4 Kunstverein Familie Montez, Frankfurt
- 8. November 2008 – 20. Dezember 2008 ATOL - BQ, Jörn Bötnagel und Yvonne Quirmbach, Köln
- 4. Oktober 2008 – 7. Dezember 2008 Matti Braun: ÖZURFA, Stiftung MUSEION, Museum für moderne und zeitgenössische Kunst, Bozen
- 12. September 2008 – 29. Oktober 2008 A show of many parts ... City Gallery Leicester
- 3. September 2008 – 2008 My Generation - Gruppe 2 Kunstverein Familie Montez, Frankfurt
- 24. Mai 2008 – 21. September 0208 Peripherer Blick und kollektiver Körper, Stiftung MUSEION, Museum für moderne und zeitgenössische Kunst, Bozen
- 18. April 2008 – 31. August 2008 Matti Braun: Özurfa Museum Ludwig Köln
- 1. Februar 2008 – 5. Mai 2008 SANTHAL FAMILY Museum van Hedendaagse Kunst (MuHKA), Antwerpen
- 25. September 2007 – 15. Dezember 2007 L´homme nu. Volume 3/3 Arts de faire Maison populaire, Montreuil
- 17. März 2007 – 21. April 2007 Matti Braun: LOTA ESTHER SCHIPPER Berlin
- 7. November 2006 – 8. November 2006 Matti Braun: The Alien The Showroom, London
- 11. März 2006 – 23. April 2006 Peter Mertes Stipendium 2005 Kunstverein Bonn
- 23. September 2005 – 8. Januar 2006 BYO. Bring Your Own MAN Nuoro
- 1. September 2005 – 3. September 2005 Matti Braun: The Alien Project Dublin
- 13. Juli 2005 – 14. August 2005 Parker´s Box, Brooklyn - Sound Exchange Project The Showroom, London
- 25. Juni 2005 – 4. September 2005 Julia Jansen / Matti Braun Kunst aus NRW, Aachen-Kornelimünster
- 25. März 2005 – 13. April 2005 DER KUNST IHRE RÄUME Kunstverein Bonn
- 10. September 2004 – 24. Oktober 2004 TRACER Witte de With, Rotterdam
- 12. Juni 2004 – 22. August 2004 RHINEGOLD - Art from Cologne Tate Liverpool
- 14. Februar 2004 – 28. Februar 2004 Kunst für die Kunst, Kunsthalle St. Gallen
- 22. November 2003 – 11. Januar 2004 Mehrfach belichtet / Multiple Exposure Galerie im Taxispalais, Innsbruck
- 21. Juni 2003 – 24. August 2003 Matti Braun "S.R." Kunstverein Freiburg
- 2003 V.S., Schipper & Krome, Berlin
- 2003 R.T., The Showroom, London
- 16. Mai 2002 – 29. Juni 2002 "HINTERLANDS" Engholm Engelhorn Galerie, Wien
- 12. Mai 2002 – 23. Juni 2002 Matti Braun - Bunta Garbo Stedelijk Museum Bureau, Amsterdam
- 15. September 2001 – 15. Oktober 2001 Tirana Biennale 1 Biennale Tirana
- 14. Mai 2000 – 25. Juni 2000 Matti Braun "Ghor" Kunsthalle St. Gallen
- 2000 Dinge in der Kunst des XX. Jahrhunderts, Haus der Kunst, Munich
- 13. September 1999 – 26. März 2000 German Open 1999 Kunstmuseum Wolfsburg
- 24. Oktober 1999 – 28. November 1999 SUPERCA... Stedelijk Museum Bureau, Amsterdam
- 7. September 1997 – 11. Januar 1998 Deutschlandbilder Martin Gropius Bau, Berlin
- 1999 Peter Mertes Stipendium, Bonner Kunstverein, Bonn
- 1999 Edo, Schipper & Krome, Berlin
- 1998 Sonne, Farben, Gute Laune 3, Galerie Brigitte Weiss, Zürich
- 1998 Bali, Luis Campana, Cologne
- 1997 Sonne, Farben, Gute Laune 2, Richard Hauff bei Achim Kubinski, Stuttgart
- 1996 Sonne, Farben, Gute Laune, Luis Campana, Cologne
- 4. November 1995 – 19. November 1995 Jussila, Jörn Bötnagel Projekte, Köln